# NGC 177
NGC 177 је спирална галаксија у сазвежђу Кит која се налази на NGC листи објеката дубоког неба.
Деклинација објекта је - 22° 32' 57" а ректасцензија 0h 37m 34,3s. Привидна величина (магнитуда) објекта NGC 177 износи 13,3 а фотографска магнитуда 14,1. NGC 177 је још познат и под ознакама ESO 474-6, MCG -4-2-28, AM 0035-224, PGC 2241.